# De wonderparaplu
De wonderparaplu is een hoorspelserie naar de novelle Szent Péter esernyője (1895) van Kálmán Mikszáth. Luc Willink bewerkte ze en de AVRO zond ze uit vanaf woensdag 28 september 1938. De regisseur was Kommer Kleijn. Slechts twee delen bleven bewaard.

## Delen
- Deel 4: De weg naar Glogova (duur: 24 minuten)
- Deel 5: De paraplu komt tevoorschijn (duur: 28 minuten)

## Rolbezetting
- Guusje Poolman
- Kommer Kleijn
- Heleen Pimentel
- Folkert Kramer
- Jules Verstraete
- Harry Bierman
- Frits Bouwmeester jr.
- Hein Harms
- Gusta Chrispijn-Mulder

## Inhoud
Glogova heeft een priester gekregen, terwijl de priester een zustertje heeft gekregen. Hemeltje lief! Hoe moet hij dat voeden? Hij bezit immers niks. Treurend wendt hij zich tot Jezus, terwijl de hemel zijn sluisdeuren opent. Afschuwelijk! Het kleintje is verloren… Maar neen, het blijft goed droog dankzij een rode paraplu die zomaar ergens vandaan is gekomen…